# 2005-ös magyar vívóbajnokság
A 2005-ös magyar vívóbajnokság a századik magyar bajnokság volt. A bajnokságot június 10. és 11. között rendezték meg Budapesten, a Nemzeti Sportcsarnokban.

## Eredmények
| Versenyszám          | Arany                    | Arany | Ezüst                      | Ezüst | Bronz                                                   | Bronz |
| -------------------- | ------------------------ | ----- | -------------------------- | ----- | ------------------------------------------------------- | ----- |
| Férfi tőrvívás       | Juhász Attila Vasas SC   |       | Mazza Lorenzo MTK          |       | Glatt Andor Csata DSEHuszka Zsombor MTK                 |       |
| Férfi párbajtőrvívás | Kovács Iván BVSC         |       | Imre Géza Bp. Honvéd       |       | Boczkó Gábor Bp. HonvédCsík Pál MTK                     |       |
| Férfi kardvívás      | Nemcsik Zsolt Vasas SC   |       | Decsi Tamás BSE            |       | Lengyel Balázs Vasas SCKósa Miklós BSE                  |       |
| Női tőrvívás         | Varga Katalin Bp. Honvéd |       | Varga Gabriella Bp. Honvéd |       | Mohamed Aida MTKUjlaky Virginie Csata DSE               |       |
| Női párbajtőrvívás   | Révész Julianna BVSC     |       | Tóth Hajnalka BVSC         |       | Csontos Szilvia Bp. HonvédLaborcz Izabella OMS-Tata VSE |       |
| Női kardvívás        | Nagy Orsolya Újpesti TE  |       | Varga Dóra Csata DSE       |       | Csaba Edina BSEGergácz Veronika BSE                     |       |